# Метамерия (цвет)
Метамери́я (или метамери́зм) — свойство зрения, при котором свет различного спектрального состава может вызывать ощущение одинакового цвета. В более узком смысле, метамерией называют явление, когда два окрашенных образца воспринимаются одинаково окрашенными под одним источником освещения, но теряют сходство при других условиях освещения (с другими спектральными характеристиками излучаемого света).

## Физиологические причины метамерии

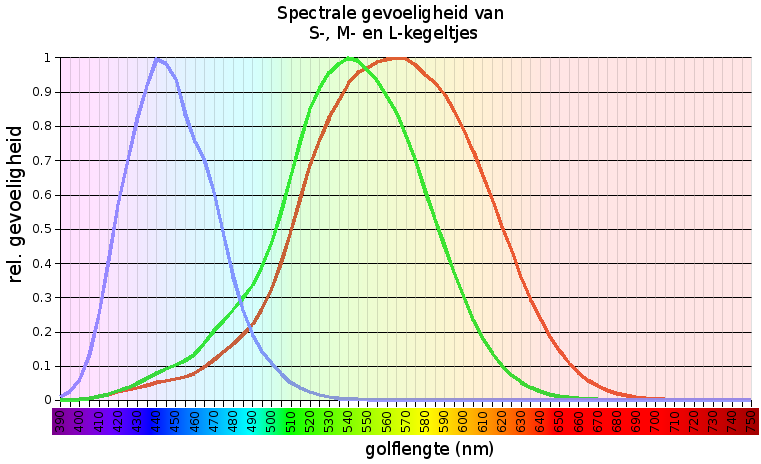
Чувствительность трёх типов цветовых рецепторов

Физиологически метамерия зрения основана на строении периферического отдела зрительного анализатора. У позвоночных эту функцию выполняет сетчатка, в которой за восприятие цвета отвечают особые фоторецепторные клетки — колбочки. Колбочки представляют собой сенсорные нейроны, в мембранных дисках которых содержатся светочувствительные пигменты — опсины.
У высших приматов (узконосые и частично широконосые обезьяны), в том числе и у человека, имеется три типа колбочек; светочувствительные пигменты в этих колбочках способны преимущественно воспринимать свет в фиолетово-синей, зелёно-жёлтой и жёлто-красной частях спектра. Диапазоны чувствительности этих трёх типов колбочек частично перекрываются. От колбочки в головной мозг поступает сигнал, кодирующий интегральное значение интенсивности светового излучения в соответствующей части спектра. Таким образом, человеческое цветовое зрение является трёхстимульным анализатором: характеристики цвета выражаются всего в трёх значениях. Если свет с разным спектральным составом производит на колбочки одинаковое интегральное действие, соответствующие цвета воспринимаются как одинаковые.
У подавляющего большинства млекопитающих зрение — двухкомпонентное (имеются всего две разновидности опсинов). Так, европейская рыжая полёвка различает лишь красный и жёлтый цвета, а у опоссума, лесного хоря и некоторых других видов цветное зрение вообще не обнаружено. У птиц же имеется четырёхкомпонентное цветовое зрение, и хищные птицы видят следы грызунов на тропинках к норам благодаря ультрафиолетовой люминесценции компонентов их мочи.

## Проявления метамерии
Явление метамерии допускает простое количественное описание, если обратиться к математическому описанию цвета — например, в рамках цветового пространства CIE XYZ. В данной цветовой модели каждому излучению со спектральной плотностью распределения мощности {\displaystyle P(\lambda )} сопоставлены три координаты цвета {\displaystyle x',} {\displaystyle y',} {\displaystyle z',}, вычисляемые по формулам:
{\displaystyle x'\;=\;\int P(\lambda )\,{\overline {x}}(\lambda )\,{\rm {d}}\lambda \,,\;\;y'\;=\;\int P(\lambda )\,{\overline {y}}(\lambda )\,{\rm {d}}\lambda \,,\;\;z'\;=\;\int P(\lambda )\,{\overline {z}}(\lambda )\,{\rm {d}}\lambda \,,}
где {\displaystyle \lambda } — длина волны, {\displaystyle {\overline {x}}(\lambda ),} {\displaystyle {\overline {y}}(\lambda ),} {\displaystyle {\overline {z}}(\lambda )} — ординаты кривых сложения в системе CIE XYZ, а интеграл берётся по спектральному диапазону видимого излучения.
Поскольку цвета, отвечающие двум метамерным излучениям со спектральными плотностями распределения мощности {\displaystyle P_{1}(\lambda )} и {\displaystyle P_{2}(\lambda ),} совпадают, то должны попарно совпадать и соответствующие значения координат цвета. Следовательно, необходимым и достаточным условием метамерности является выполнение трёх равенств:
{\displaystyle \int P_{1}(\lambda )\,{\overline {x}}(\lambda )\,{\rm {d}}\lambda \;=\;\int P_{2}(\lambda )\,{\overline {x}}(\lambda )\,{\rm {d}}\lambda \,,}
{\displaystyle \int P_{1}(\lambda )\,{\overline {y}}(\lambda )\,{\rm {d}}\lambda \;=\;\int P_{2}(\lambda )\,{\overline {y}}(\lambda )\,{\rm {d}}\lambda \,,}
{\displaystyle \int P_{1}(\lambda )\,{\overline {z}}(\lambda )\,{\rm {d}}\lambda \;=\;\int P_{2}(\lambda )\,{\overline {z}}(\lambda )\,{\rm {d}}\lambda \,.}
Различие спектральных плотностей {\displaystyle P_{1}(\lambda )} и {\displaystyle P_{2}(\lambda )} может быть связано с применением излучений двух различных источников, а в случае несамосветящихся объектов — также и различием в отражательных свойствах объектов. Поэтому причиной метамерии могут быть как различия в спектральном составе излучения источников, так и различия в оптических свойствах освещаемых объектов.
В силу перечисленных причин цвет предмета может измениться при смене освещения. Например, если подбирать к платью по его цвету какой-либо аксессуар при люминесцентном освещении в магазине, то при выходе из магазина на солнечную улицу можно столкнуться с явным несоответствием цветов. Ярко-красные цвета в свете люминесцентных ламп часто выглядят близкими к бордовому. При этом свойство адаптивности цветового зрения не может компенсировать разницы.
В случае освещения предмета монохроматическим источником света (например, лазером) или рассматривания его через светофильтр с узкой полосой пропускания, предмет может вообще потерять цветовой тон.
Если освещение производится двумя дополнительными монохроматическими цветами (например, оранжевым и синим), смешанными в пропорции, вызывающей ощущение белого света, то любые краски, кроме флуоресцентных, будут выглядеть либо нейтральными цветами (белым, серым, чёрным), либо имеющими разную светлоту и насыщенность оттенками одной или другой монохроматической компоненты («дальтоническая лампа»); зрение как бы становится «двухкомпонентным».
Экспериментально установлено, что можно воспроизвести такой метамерный дневному свету световой поток, что при освещении им лист бумаги, выглядевший белым при дневном освещении, белым и останется, а вот лимон, выглядевший при дневном освещении ярко-жёлтым, окажется красным.

## Практические применения метамерии
Технические системы регистрации изображений, как цифровые, так и аналоговые, в большинстве своём также являются трёхстимульными (три слоя эмульсии фотоплёнки, три типа ячеек матрицы цифрового фотоаппарата или сканера). Однако их метамерия отлична от метамерии человеческого зрения. Поэтому цвета, воспринимаемые глазом как одинаковые, на фотографии могут получаться разными, и наоборот.
На метамерии основано воспроизведение цвета в полиграфии, фотографии, кино, телевидении, живописи. Благодаря ей из смеси разных по характеристикам спектрального поглощения наборов пигментов (или разных по спектру излучения наборов люминофоров в случае с телевизорами и мониторами) могут быть составлены цвета, воспринимаемые глазом как одинаковые.
В случае с отражённым или проходящим через прозрачные оригиналы светом возникновение ощущения одинакового цвета при использовании разных наборов пигментов зависит от освещения. Отражённый или проходящий свет частично поглощается пигментом, но конечный спектр воспринимаемого глазом света зависит не только от характеристики пигмента, но и от характеристики источника освещения. Из-за этого два образца, воспринимающиеся одинаковыми при дневном свете, могут различаться на глаз при искусственном освещении.

### Методики для учёта явления метамерии
Явление метамерии становится причиной того, что при монохроматичной подсветке некоторые цвета теряют насыщенность.
В полиграфии и промышленности расчёт цветовых различий (дельта Е) при метамерии, когда два цвета при одних условиях освещения могут казаться одинаковыми, а при других — разными, может быть проведён с помощью специального математического обеспечения. Программы позволяют компенсировать искажения зрительного восприятия от метамерии при расчётах цветовых различий в следующих системах координат: dE*CIELAB, dE FMCII, dE CMC, dE*94, dE*2000.